# Беме
Беме (фр. Besmé) насеље је и општина у североисточној Француској у региону Пикардија, у департману Ен (Пикардија) која припада префектури Лаон.
По подацима из 2011. године у општини је живело 157 становника, а густина насељености је износила 59,02 становника/km². Општина се простире на површини од 2,66 km². Налази се на средњој надморској висини од 57 метара (максималној 76 m, а минималној 54 m).

## Демографија
| 1962. | 1968. | 1975. | 1982. | 1990. | 1999. | 2011. |
| ----- | ----- | ----- | ----- | ----- | ----- | ----- |
| 112   | 132   | 122   | 131   | 136   | 133   | 157   |

График промене броја становника у току последњих година